# Gentoox
Gentoox és una versió de Gentoo Linux, creada especialment per la Xbox desenvolupada per Thomas Pedley. Gentoox necessita un modchip o l'equivalent en programari per funcionar. Atenció cap d'aquest dos mètodes no està permès per Microsoft.

## Versions
Gentoox proveeix les següents versions:
- Home - Versió per principiants que conte força programari compilat.
- Pro - Versió per experts, per persones que desitgen personalitzar el programari a instal·lar
- MCE - Gentoox Media Center Edition.

Gentoox també té dues eines per manejar les còpies de seguretat:
- Sparkle - Rescatador del sistema tema de fitxers.
- Resctoox - Rescatador del Gentoox Linux.

Gentoox utilitza una modificació del Xbox-Linux BIOS conegut com a Cromwell. Gentoox Loader conte diverses característiques com escriure la Xbox's BIOS per mitjà de HTTP com també d'arrencat el kernel de Linux des d'un FTP.

### Versions actuals
- Pro v4.2
- Home v6.2
- MCE v1.3
- Loader v6.07
- Resctoox v5.1
- Sparkle v3.0

## Instal·lació
La instal·lació es pot realitzar de dues maneres: amb un disc o per mitjà d'un FTP (però primer hauràs d'arrencar un dimoni de FTP en la teva Xbox). Després cal crear un enllaç a si mateix a la partició E:\ o F:\, a continuació la partició F:\ serà convertida a Linux. A partir d'aquí es podrà arrencar amb el Dashboard, com ambXBMC, o utilitzar la versió modificada del Cromwell BIOS anomenada Gentoox Loader.